# Mellan-Hiren
Mellan-Hiren är en sjö i Katrineholms kommun i Södermanland och ingår i Nyköpingsåns huvudavrinningsområde.